# Dänische Badmintonmeisterschaft 2023
Die Dänische Badmintonmeisterschaft 2023 fand vom 8. bis zum 11. Februar 2023 in Esbjerg statt. Es war die 93. Austragung der nationalen Titelkämpfe im Badminton in Dänemark.

## Titelträger
| Disziplin    | Gold                               | Silber                                     | Bronze                                         |
| ------------ | ---------------------------------- | ------------------------------------------ | ---------------------------------------------- |
| Herreneinzel | Hans-Kristian Vittinghus           | Mads Christophersen                        | Magnus Johannesen                              |
| Herreneinzel | Hans-Kristian Vittinghus           | Mads Christophersen                        | Victor Svendsen                                |
| Dameneinzel  | Line Christophersen                | Line Kjærsfeldt                            | Irina Amalie Andersen                          |
| Dameneinzel  | Line Christophersen                | Line Kjærsfeldt                            | Benedicte Sillassen                            |
| Herrendoppel | Rasmus Kjær Frederik Søgaard       | Mikkel Mikkelsen Anders Skaarup Rasmussen  | Daniel Lundgaard Mads Vestergaard              |
| Herrendoppel | Rasmus Kjær Frederik Søgaard       | Mikkel Mikkelsen Anders Skaarup Rasmussen  | Andreas Søndergaard Jesper Toft                |
| Damendoppel  | Maiken Fruergaard Sara Thygesen    | Amalie Magelund Marie Røpke                | Amalie Cecilie Kudsk Signe Schulz Terp-Nielsen |
| Damendoppel  | Maiken Fruergaard Sara Thygesen    | Amalie Magelund Marie Røpke                | Sara Lundgaard Ditte Søby Hansen               |
| Mixed        | Mathias Christiansen Sara Thygesen | Mads Vestergaard Christine Busch Andreasen | Mathias Thyrri Jørgensen Amalie Magelund       |
| Mixed        | Mathias Christiansen Sara Thygesen | Mads Vestergaard Christine Busch Andreasen | Mikkel Mikkelsen Rikke S. Hansen               |